# Pedaliodes thiemei
Pedaliodes thiemei är en fjärilsart som beskrevs av Otto Staudinger 1897. Pedaliodes thiemei ingår i släktet Pedaliodes och familjen praktfjärilar. Inga underarter finns listade i Catalogue of Life.